# طبقة حبيبية
الطبقة الحبيبية هي طبقة رقيقة من الخلايا في البشرة. توجد هذه الطبقة بين الطبقة الصافية والطبقة الشائكة.
تنتقل الخلايا القرنية من الطبقة الشائكة الواقعة تحتها لتكون محببة في هذه الطبقة. هذه الخلايا تحتوي على حبيبات كيراتوهيالين، ومملوءة ببروتينات غنية بالسيستئين والهستيدين والتي تبدو أنا تربط ما بين خيوط الكيراتين، لذلك فالوظيفة الرئيسية لحبيبات الكيراتوهيالين هي الربط بين خيوط الكيراتين سوية.

## صور أضافية

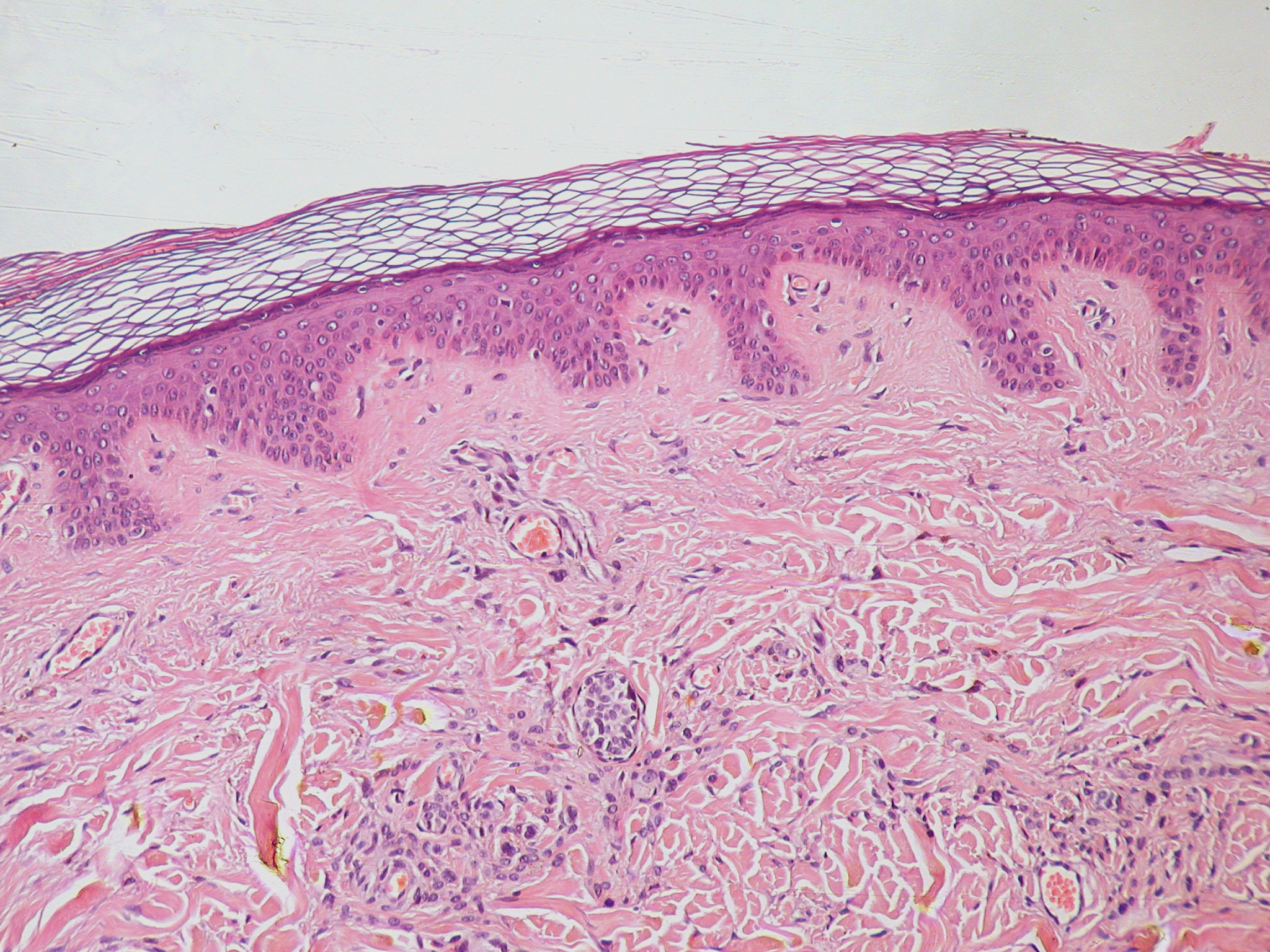
البشرة والأدمة في جلد الإنسان
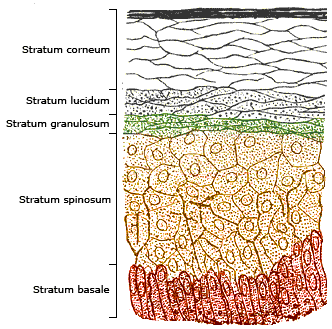
مقطع للبشرة